# CR2
Il CR2 (abbreviazione per complement receptor type 2) è un recettore del complemento presente sulle cellule follicolari dendritiche e sui linfociti B; è una serin-proteasi come CR1, quest'ultima presente soprattutto sui globuli rossi con funzione di rimozione degli immunocomplessi.